# Ambohitoaka
Ambohitoaka è una città e comune del Madagascar situata nel distretto di Mampikony, regione di Sofia. 
La popolazione del comune rilevata nel censimento 2001 era pari a 22 902 unità.